# Hypothyce mixta
Hypothyce mixta is een keversoort uit de familie bladsprietkevers (Scarabaeidae). De wetenschappelijke naam van de soort werd voor het eerst geldig gepubliceerd in 1968 door Henry Fuller Howden.